# 한양 이씨
한양 이씨(漢陽李氏)는 서울특별시를 본관으로 하는 한국의 성씨이다. 한양 이씨의 대표적인 인물로는 조선 중기 옥천군수를 지낸 의병장 이봉이 있다.
시조는 알려져 있지 않지만, 이봉이 양녕대군의 5대손으로 알려져 있기 때문에 전주 이씨에서 갈라져 나온 것으로 보인다.
현대에는 서울에 사는 무적자가 한양을 본관으로 한양이씨를 창설하는 경우도 존재한다.